# Виртуальное шоу
«Виртуальное шоу» (англ. Cherish) — фильм 2002 года режиссёра Финна Тейлора. Слоган фильма: «Она получила бы больше, если бы это не было уголовным преступлением».

## Сюжет
Зое Адлер (Робин Танни) — обычная девушка, которая обожает слушать музыку и также заказывать её по радио. Она ответственно подходит к своей работе и страдает от одиночества.
Её в собственной машине похищает неизвестный, который уже давно следит за ней. В результате он сбивает насмерть полицейского, происходит авария, Зое теряет сознание. Результат таков: Зое обвиняют в убийстве, адвокат добивается домашнего ареста, пока не будет назначена дата суда. Одна в съемной квартире, которую нельзя покинуть из-за отслеживающего браслета, к ней наведывается специальный человек, по имени Дэли (Тим Блейк Нельсон), из полиции, который проверяет браслет на ноге у Зое. С первой встречи он в неё влюбляется и потом со временем эти чувства становятся взаимны.
Зое в надежде поймать настоящего преступника, просит Дэли о помощи. Она находит квартиру похитителя и у себя дома догадывается, что диджей на радио и есть тот самый похититель. Он выслеживает её и входит в квартиру, но Зое готова дать отпор. Умудрившись ускользнуть она направляется к дому диджея, где оставляет браслет по которому находят преступника и доказательства его вины.

## В ролях
| Актёр             | Роль   |
| ----------------- | ------ |
| Робин Танни       | Зое    |
| Тим Блейк Нельсон | Дэли   |
| Лиз Фэйр          | Брунн  |
| Брэд Хант         | Dj     |
| Линдсей Краус     | доктор |

## Премьера
Фильм стартовал 14 января 2002 года на кинофестивале «Сандэнс». 7 июня он вышел в ограниченном прокате.